# Močvarni ljiljan
Močvarni ljiljan (patuljasti iđirot; lat. Acorus gramineus), jedna od dviju vrsta trajnica iz roda iđirot (Acorus) porijekolm iz Japana, Indije, Tajlanda i Kine, gdje raste po močvarama i plitkim vodama. Ime mu znaaći travolik, ali ne pripada travama, nego vlastitooj porodici (Acoraceae) i redu Acorales.
Močvarni ljiljan može narasti do 30 cm visine. Cvjeta od lipnja do srpnja, a sjeme dozrijeva od srpnja do kolovoza. Cvjetovi su hermafroditi (imaju i muške i ženske organe) i oprašuju ih kukci.
Korijen biljke je ljekovit Danas se često uzgaja kao ukrasna biljka.

## Ljekovitost
Korijen ima antifungalna, antibakterijska, antireumatska, antispazmatična i aromatska svojstva, djeluje i kao sedativa, stimulans i tonik. Koristi se interno za liječenje probavnih problema - osobito gastralgije i proljeva, kašlja, bronhijalne astme, neurastenije, depresije, epilepsije itd. Izvana se koristi za liječenje dermatoze i hemoroida. Korijen se sakuplja u bilo koje doba godine, osim kada je biljka u cvatu. Korijen sadrži eterično ulje koje se sastoji od asarona i asaril aldehida, i gorkog glukozidnog acorina. Smanjuje krvni tlak i antibakterijski djeluje protiv Staphylococcus aureus, streptokoka i mikobakterija.

## Vanjske poveznice
|  | Zajednički poslužitelj ima još gradiva o temi Acorus gramineus |
|  | Wikivrste imaju podatke o taksonu Acorus gramineus             |